# قومول (شهر در سطح ولایت)
شهر قومول یا قامل (به اویغوری: قۇمۇل شەھىرى) یا شهر هامی (به چینی: 哈密市، به پین‌یین: Hāmì Shì) یک شهر در سطح ولایت در جمهوری خلق چین است که در منطقه خودمختار سین‌کیانگ واقع شده‌است.

## جمعیت
| ترکیب قومیتی شهر قومول | ترکیب قومیتی شهر قومول | ترکیب قومیتی شهر قومول | ترکیب قومیتی شهر قومول | ترکیب قومیتی شهر قومول |
| ---------------------- | ---------------------- | ---------------------- | ---------------------- | ---------------------- |
| قومیت                  | قومیت                  |                        | درصد                   | درصد                   |
| هان                    | هان                    |                        | ۶۵٫۵٪                  | ۶۵٫۵٪                  |
| اویغور                 | اویغور                 |                        | ۲۰٫۰٪                  | ۲۰٫۰٪                  |
| قزاق                   | قزاق                   |                        | ۱۰٫۰٪                  | ۱۰٫۰٪                  |
| هوئی                   | هوئی                   |                        | ۳٫۲٪                   | ۳٫۲٪                   |
| مغول                   | مغول                   |                        | ۰٫۵٪                   | ۰٫۵٪                   |
| منجو                   | منجو                   |                        | ۰٫۳٪                   | ۰٫۳٪                   |
| سایر                   | سایر                   |                        | ۰٫۵٪                   | ۰٫۵٪                   |
| منبع سرشماری جمعیت :   |                        |                        |                        |                        |

## تقسیمات اداری
در ژانویه سال ۲۰۱۶، «ولایت قومول» به «شهر در سطح ولایت» ارتقاء یافت. در همین تاریخ، «شهر در سطح شهرستان» قومول که تابع این ولایت بود نیز منحل شده. اراضی آن، شامل منطقهٔ شهری اصلی قومول، منطقه ایویرغول تاسیس شد.
|   |                                   |                                |                    |                          |                                          |            |        |             |  |
|   | نام                               | اویغوری                        | حروف چینی          | پین‌یین                   | زبان اقلیت رسمی (شهرستان‌های خودمختار)    | جمعیت-۱۳۹۹ | مساحت  | تراکم جمعیت |  |
| ۱ | منطقه ایویرغول (منطقهٔ شهری قومول) | ئىۋىرغول رايونى                | 伊州区             | Yīzhōu Qū                | -                                        | ۵۶۹٬۳۸۸    | ۸۰٬۷۹۱ | ۷٫۰۵        |  |
| ۲ | شهرستان آرا توروک                 | ئارا تۈرۈك ناھىيىسى            | 伊吾县             | Yīwú Xiàn                | -                                        | ۳۸٬۴۶۴     | ۱۹،۵۳۰ | ۱٫۹۷        |  |
| ۳ | شهرستان خودمختار بارکول قزاق      | باركۆل قازاق ئاپتونوم ناھىيىسى | 巴里坤哈萨克自治县 | Bālǐkūn Hāsàkè Zìzhìxiàn | (قزاقی) باركول قازاق اۆتونوميالىق اۋدانى | ۶۵٬۵۳۱     | ۳۶٬۹۰۱ | ۱٫۷۸        |  |